# Смирнов Андрій Сергійович
Андрій Сергійович Смирнов (нар. 12 березня 1941, Москва, РРФСР) — радянський і російський кінорежисер, сценарист, драматург, актор театру й кіно, кінопродюсер, громадський діяч. Народний артист Російської Федерації (2003). Кавалер ордена «За заслуги перед Вітчизною» IV ступеня (2011). Член громадської організації російських кінематографістів «Кіносоюз». Лауреат ряду російських і міжнародних кінопремій.

## Життєпис
Народився 12 березня 1941 року в Москві. Син радянського письменника Сергія Сергійовича Смирнова.
У 1962 році закінчив режисерський факультет ВДІКу (майстерня Михайла Ромма, диплом з відзнакою). Дебютував як режисер-постановник в 1961 році (к/м, ВДІК), перші кілька картин знімав у співавторстві з Борисом Яшиним.
Подією в радянському кінематографі став його фільм «Білоруський вокзал», який був нагороджений Головною премією на I Фестивалі сучасної кінематографії в Карлових Варах в 1971 році.
Після 3-го свого фільму «Вірою і правдою» (1979) Смирнов відійшов від режисури, працював в основному як сценарист і драматург. Його п'єса «Рідненькі мої» в 1985 р. була поставлена Московським театром сатири. Також виступив і як автор ряду сюжетів в кіножурналі «Фитиль».
У роки перебудови А. Смирнов активно займався громадською діяльністю.
У 1988—1990 рр. — в. о. першого секретаря правління Спілки кінематографістів СРСР.
У 1990-х роках Смирнов ставив телеспектаклі, телеконцерти, театральні постановки («Вечеря» Жана-Клода Брісвіля, МХАТ ім. Чехова та Московський театр-студія п/к Олега Табакова), 1994), «Місяць у селі» І. С. Тургенєва (Комеді Франсез, 1997).
Успішно реалізує себе на акторському терені, зіграв понад 40 ролей у кіно і серіалах (помітні ролі в картинах «Чернов/Chernov» (1990), «Манія Жизелі» (1995), «Щоденник його дружини» (2000), «У колі першому» (2006), «Апостол» (2008), «Батьки і діти» (2008), «Чорні кішки» (2013) тощо), нагороджений низкою кінопремій. У 2011 році знявся в головній ролі (Володимир) у фільмі «Олена» відомого режисера А. Звягінцева, картина отримала ряд російських і міжнародних кінопремій. Зіграв одну з головних ролей в українському телесеріалі «Право на захист» (2002, реж. В'ячеслав Криштофович) та роль професора в російсько-українському серіалі «Контакт» (2018, реж. Михайло Баркан).
У 2005 році був обраний головою журі XV МКФ «Послання до Людини» — щорічного конкурсного міжнародного кінофестивалю документальних, короткометражних ігрових, анімаційних та експериментальних фільмів, що проходить в Санкт-Петербурзі.
У червні 2011 року на церемонії відкриття XXII відкритого російського кінофестивалю «Кінотавр» А. Смирнову було вручено приз «За Честь і Гідність».
Повернувшись в кінорежисуру після 30-річної перерви, зняв за своїм сценарієм фільм «Жила-була одна баба» (2011), над яким працював з 1987 року. Картина була показана на закритті XIX кінофестивалю у Виборзі «Вікно в Європу», що пройшов у серпні 2011 року, і відзначена «Призом президента фестивалю». Також фільм був представлений у конкурсній програмі 35-го Фестивалю світового кіно в Монреалі, що пройшов у серпні 2011 року. Режисером Іриною Бессарабовою створено документальний фільм «Під гомін п'яних мужиків» (назва — рядок з вірша М. Ю. Лермонтова «Батьківщина», 1841), який розповідає про долю режисера Смирнова і зйомках картини «Жила-була одна баба».
У 2012 р. на XXV ювілейній церемонії Національної кінопремії «Ніка» (за 2011 рік) Андрію Смирнову вручений приз за фільм «Жила-була одна баба» у номінації «Найкраща сценарна робота», а його кінокартина визнана «Найкращим ігровим фільмом». Також, премію «Ніка» отримали: у номінації «Найкраща жіноча роль» — Дар'я Єкамасова, «Найкраща чоловіча роль другого плану» — Роман Мадянов, «Найкраща робота художника» — Володимир Гудилін і «Найкраща робота художника по костюмах» — Людмила Гаїнцєва.
У 2019 р. за власним сценарієм поставив історичний драматичний художній фільм «Француз». «Для мене найважливішим було розповісти про момент становлення покоління шістдесятників, до якого я належу, — зізнається режисер. — Є старші шістдесятники (Євтушенко, Вознесенський), які на сім-вісім років старше моїх однолітків. Я ж належу до молодших шістдесятників. І добре пам'ятаю цей момент відносної свободи, зітхання після XX з'їзду партії і після фестивалю молоді в Москві». Картина стала помітною подією в Росії. Фільм «Француз» в червні 2019 р. закрив ювілейний, 30-й «Кінотавр», а також став фільмом відкриття XXV Міжнародного фестивалю фільмів про права людини «Сталкер» 10.12.2019.
А. С. Смирнов — член громадської організації російських кінематографістів «КіноСоюз».

### Родина
- Батько: Смирнов Сергій Сергійович (1915—1976) — російський радянський письменник, історик, радіо- і телеведучий, громадський діяч. Лауреат Ленінської премії (1965).
- Мати: Смирнова Віргінія Генриховна (1911—1992) — піаністка.
  - Брат: Смирнов Костянтин Сергійович — тележурналіст.
- Перша дружина: Рудна Наталія Володимирівна — радянська і російська актриса театру і кіно.
  - Дочка: Смирнова Авдотья Андріївна (також відома як Дуня Смирнова; нар. 1969) — російський сценарист, кінорежисер, телеведуча, публіцист. Чоловік Авдотьї — Анатолій Чубайс.
    - Онук: Данила Іпполитов (нар. 1990) — навчався у футбольній школі «Зеніт», чемпіон світу з пляжного футболу у складі збірної Росії, воротар. У 2015 р. завершив спортивну кар'єру. Закінчив Державний університет кіно і телебачення.

  - Дочка: Олександра Смирнова (нар. 1972).
- Друга дружина: Пруднікова Олена Йосипівна (Смирнова) (нар. 1949) — радянська і російська актриса театру і кіно, кінопродюсер. Заслужена артистка Росії (2004).
  - Діти: Смирнови Аглая та Олексій (нар. 1991) — закінчив режисерський факультет ВДІК, російський актор, кінорежисер.

## Нагороди
- 2003 — Народний артист Російської Федерації — за великі заслуги в галузі мистецтв.
- 2011 — Орден «За заслуги перед Отечеством» IV степеня — за великий внесок у розвиток власного кінематографічного мистецтва та багатолітньої творчої діяльності.

## Фестивалі та премії

### Лауреат
- 1971 — I Фестиваль сучасної кінематографії в Карлових Варах: Головна нагорода фільму «Білоруський вокзал» (1970)
- 1990 — Міжнародний кінофестиваль у Карлових Варах: Приз у номинації «За найкращу чоловічу роль» у фільмі «Чернов/Chernov» (1990, реж. Сергій Юрський)
- За виконання ролі письменника Івана Буніна у фільмі «Щоденник його дружини» (2000, реж. О. Учитель) удостоєний низки кінопремій:
  - 2000 — VI Міжнародний правозахисний кінофестиваль «Сталкер»: Приз журі ім. В. Фріда
  - 2000 — Мінський міжнародний кінофестиваль «Листопад»: Приз у номинації «За найкращу чоловічу роль»[7]
  - 2000 — Національна премія Російської Академії кінематографічних мистецтв «Ніка»: Приз у номинації «За найкращу чоловічу роль»[8]
  - 2001 — 7-й Гатчинський кінофестиваль «Література і кіно»: Приз у номинації «За найкращу чоловічу роль»
- 2011 — XXII відкритий російський кінофестиваль «Кінотавр»: Приз «За Честь і Гідність»
- 2012 — XXV ювілейна Національна кінопремія «Ніка» (за 2011 рік): Приз за фільм «Жила-була одна баба» (2011) у номінаціях «Найкраща сценарна робота» та «Найкращий ігровий фільм»[9]

### Номінації
- 2007 — Премія «Золотий орел» за 2006 рік у номинації За найкращу чоловічу роль на телебаченні: за роль Бобиніна у телесеріалі «У колі першому» (2006, реж. Г. Панфілов)
- 2012 — XXV ювілейна Національна кінопремія «Ніка» (за 2011 рік): Номінація «Найкраща режисерська робота» за фільм «Жила-була одна баба» (2011)
- 2020 — Національна кінопремія «Ніка» (за 2019 рік): Номінації Найкращий ігровий фільм, Найкраща режисерська робота і Найкраща сценарна робота (фільм «Француз», 2019)[10]

## Фільмографія

### Режисер-постановник
- 1961 — «Юрка — безштанна команда» (к/м, у співавт. з Антонісом-Яніс Воязосом, Б. Яшиним, Р. Аскеровим)
- 1962 — «Гей, хто-небудь!» (к/м, у співавт. з Б. Яшиним)
- 1964 — «П'ядь землі» (у співавт. з Б. Яшиним)
- 1966 — «Жарт» (к/м, у співавт. з Б. Яшиним, за однойменним оповіданням А. П. Чехова)
- 1967 — Кіноновела «Ангел» в рамках кіноальманаху до 50-річчя Жовтневої революції «Початок невідомого століття» (за оповіданням Юрія Олеші)
- 1970 — «Білоруський вокзал»
- 1974 — «Осінь»
- 1979 — «Вірою і правдою» (2-серійний)
- 1983 — кіножурнал «Фитиль» (випуск № 252 «Стриптиз мимоволі»)
- 2011 — «Жила-була одна баба»
- 2019 — «Француз»
- 2023 — «За нас з вами»

### Сценарист
- 1961 — «Юрка — безштанна команда» (к/м, у співавт. з Антонісом-Яніс Воязосом, Б. Яшиним, Р. Аскеровим)
- 1962 — «Гей, хто-небудь!» (к/м, у співавт. з Б. Яшиним)
- 1966 — «Жарт» (к/м, у співавт. з Б. Яшиним, за однойменним оповіданням А. П. Чехова)
- 1974 — «Осінь»
- 1986 — «Сентиментальна подорож на картоплю»
- 1986 — «Я зробив все, що міг» (за мотивами документальної оповіді С. С. Смирнова «Госпіталь в Єреміївці»)
- 2004 — «По той бік вовків-2» (у співавторстві з Олексієм Біргером, Рафаелем Айрапетяном, Сергієм Русаковим)
- 2011 — «Жила-була одна баба»
- 2019 — «Француз»
- 2023 у кіно — «За нас з вами»

### Кінопродюсер
- 2011 — «Жила-була одна баба» (у співавт. з О. Прудніковою)
- 2019 — «Француз» (у співавт. з О. Прудніковою)
- 2023 — «За нас з вами» (у співавт. з О. Прудніковою)

### Акторські роботи
- 1984 — «Той, хто йде слідом» — Портнов
- 1986 — «Червона стріла» — Карандін
- 1986 — «Мій улюблений клоун» — лікар
- 1990 — «Чернов/Chernov» — Олександр Петрович Чернов/П'єр Ч
- 1993 — «Мрії ідіота» — Олександр Корейко, підпільний радянський мільйонер
- 1993 — «Плащ Казанови» — Дафніс, художник
- 1995 — «Манія Жизелі» — Жорж Браун
- 1996 — «Музика кохання. Незакінчена любов»/La Musique de l'amour: Un amour inachevé — портьє
- 2000 — «Щоденник його дружини» — Іван Олексійович Бунін, російський письменник
- 2002 — «Щоденник вбивці» — Іван Олексійович Ільїн
- 2002 — «За лаштунками» — ?
- 2002 — «Право на захист» — Борис Григорович, викладач
- 2003 — «Ідіот» — Тоцький
- 2003 — «Інструктор» — Ольшанський
- 2003 — «Важкий пісок» — Іван Карлович Краузе
- 2004 — «Мідна бабуся» — барон Дантес
- 2004 — «Московська сага» — Леонід Пулково, друг Бориса Градова-старшого
- 2005 — «Persona non grata» — секретар заступника міністра закордонних справ Росії
- 2005 — «Панове присяжні» — Олександр II
- 2006 — «У колі першому» — Бобинін
- 2006 — «З полум'я і світла» — жандармський генерал
- 2008 — «Апостол» — Аркадій Андрійович Істомін
- 2008 — «Батьки і діти» — Павло Петрович Кірсанов
- 2009 — «Черчилль» (серія № 10 «Оптичний обман») — Лев Аронович Розенберг
- 2011 — «Олена» — Володимир
- 2011 — «Два дні» — міністр
- 2013 — «Чорні кішки» — Дід Варрава, злодій в законі
- 2013 — «Відлига» — Сергій Вікторович Хрустальов, батько Віктора
- 2017 — «Лавсторі» — ?
- 2017 — «Ікра» — Матвій Петрович Орлов, член Політбюро
- 2017 — «Як Вітька Часник віз Льоху Штиря в будинок інвалідів» — Платон
- 2017 — «Оптимісти» — Георгій Михайлович
- 2017 — «Частка всесвіту» — Олексій Максимович Нестеров
- 2018 — «Контакт» — професор Ільїн
- 2018 — «Історія одного призначення» — Аполлон Колокольцев
- 2018 — «Динозавр» — Семен Тимофійович Бабушкін («Діамант»), старий злодій-ведмежатник
- 2018 — «Садове кільце» — сторож на штрафмайданчику
- 2020 — «Динозавр-2» — Семен Тимофійович Бабушкін («Діамант»), старий злодій-ведмежатник (у виробництві)
- 2021 — «Ампір V» — Озирис (у виробництві)

### Документальне кіно
- Брав участь у ряді документальних кінострічок, присвячених видатним діячам мистецтва.

## Громадянська позиція
У березні 2014 року, в ході реакції російської інтелігенції на події в Криму, разом зі своєю дружиною Оленою Прудніковою підписав листа «Союзу кінематографістів і професійних кінематографічних організацій і об'єднань» на підтримку України проти розгорнутої антиукраїнської кампанії в Росії і інтервенції російських військ в Україну.
21 лютого 2022 року, підписав відкритий колективний лист російського Конгресу інтелігенції «Ви будете прокляті!» Паліям війни", в якому йдеться про історичну відповідальність влади РФ за розпалювання «великої війни з Україною».